# Carlo Scaglia
Carlo Scaglia (Modigliana, 17 novembre 1895 – Krawzowka, 21 gennaio 1943) è stato un militare italiano, distintosi nel corso della prima guerra mondiale, della guerra di Spagna e nella seconda guerra mondiale dove fu Capo di stato maggiore del Corpo d'Armata di Manovra operante in Africa Settentrionale Italiana. Decorato con quattro Medaglie d'argento al valor militare.

## Biografia
Nacque a Modigliana, provincia di Forlì (oggi provincia di Forli-Cesena), il 17 novembre 1895, figlio di Achille e Angelina Setragno. Studente universitario lasciò gli studi nel 1914 e si arruolò volontario nel Regio Esercito in qualità di allievo ufficiale nel 4º Reggimento alpini dove conseguì il grado di sottotenente di complemento. Dopo l'entrata in guerra del Regno d'Italia, avvenuta il 24 maggio 1915, viene assegnato al Battaglione alpini speciale "Bes" comandato dal colonnello Celestino Bes. Trasferito a domanda in servizio permanente effettivo, nel 1916 fu promosso tenente ed assegnato al battaglione alpini "Pinerolo" del 3º Reggimento alpini. Pochi mesi dopo, durante l’offensiva sul Monte Rombon e sul Monte Cukla, per il suo brillante comportamento viene decorato con la prima Medaglia d'argento al valore militare. Combatte successivamente in Carnia, in Val Resia, sul Monte Grappa, a Cima Presena, Monticelli e nella battaglia di Vittorio Veneto. Al termine del conflitto, per ragioni di studio, si trasferì a Torino, sempre prestando servizio presso il 3º Reggimento alpini, completando poi gli studi universitari e laureandosi in giurisprudenza. Il 21 novembre 1923 si sposò a Torino con la signorina Augusta Marchesini, che gli diede tre figlie. L'anno successivo fu trasferito al battaglione alpini "Edolo" del 6º Reggimento alpini, e dal 1925 al Comando del reggimento a Bressanone dove compilò una apprezzata guida della Val Pusteria, una monografia che venne molto lodata dal Comando del Corpo di Stato maggiore che ne ordinò la pubblicazione. Divenuto capitano nel 1927, assegnato al 5º Reggimento alpini,  fu ammesso a frequentare il 57º Corso della Scuola di guerra dell'esercito completato nell'ottobre 1930. Fino al dicembre del 1931 espletò il servizio di Stato maggiore presso il Comando della Divisione Militare di Asti, e quindi rientrò nelle truppe alpine in qualità di comandante di compagnia al battaglione alpini "Dronero", in forza al 2º Reggimento alpini dove rimane sino al 1933. L'anno successivo fu trasferito nuovamente al Corpo di Stato Maggiore, destinato a prestare servizio presso il Comando della Divisione motorizzata "Po" a Piacenza, e poi passò presso l'ufficio operazioni dello Stato Maggiore del Regio Esercito. Promosso maggiore, tra il 1937 e il 1938 comandò il battaglione alpini "Vestone" del 6º Reggimento alpini. Nel gennaio 1939 partì volontario per la guerra di Spagna dove, in forza al Corpo Truppe Volontarie, prese parte ad ardite e pericolose missioni belliche, venendo decorato con una seconda Medaglia d'argento al valore militare sul campo, la Croce di Cavaliere dell'Ordine di Isabella la Cattolica, e vari ordini cavallereschi spagnoli, nonché la Croce di Cavaliere dell'Aquila tedesca. Promosso tenente colonnello nel luglio 1939 rientrò nel Corpo di Stato Maggiore, ricoprendo l'incarico di Capo di stato maggiore della C.T.V. in Spagna. Questo incarico era stato fino a quel momento retto dal colonnello Gastone Gambara di Imola, promosso generale di brigata che ricevette credenziali di Ambasciatore, e del quale diventò prezioso collaboratore. Richiamato in Patria nel giugno 1940, all'entrata nella seconda guerra mondiale del Regno d'Italia, prese parte alle operazioni sul fronte occidentale in forza al XV Corpo d'armata, al comando dal generale Gambara. Nominato Capo di stato maggiore del Corpo d'Armata di Manovra partì per il fronte in Africa Settentrionale Italiana. Durante i combattimenti in Libia si distinse nuovamente per il coraggio e fu decorato sul campo di una terza Medaglia d'argento al valore militare.
Nell'estate del 1941 è messo a disposizione del Comando Superiore delle Forze Armate in Africa quindi diviene Delegato Intendente di Bengasi. Nel giugno 1942 è rimpatriato e destinato al Comando Difesa Territoriale di Alessandria con la promozione al grado di colonnello. Rientrato nuovamente in servizio nelle truppe alpine venne assegnato al Comando del Corpo d'armata alpino che raggiunse in Unione Sovietica nel mese di ottobre, assegnato in servizio al Comando Presidio di Rossoš' (Russia). Durante il tragico ripiegamento dal Don contrastò con indomito valore i continui attacchi del nemico, perdendo la vita, colpito a morte, nell'ennesimo combattimento tenuto a Krawzowka il 21 gennaio 1943. Alla sua memoria fu decretata la concessione della quarta Medaglia d’argento al valore militare.

### Fonti
1. 1 2 3 4 5 6 7 8 9 10 11 12  Martelli 2000, p. 2.
2. 1 2 3 4 5 6 7 8 9  Noi Alpini.
3. ↑   Bollettino ufficiale delle nomine, promozioni e destinazioni negli ufficiali e sottufficiali del R. esercito italiano e nel personale dell'amministrazione militare, 1927,  p. 3723. URL consultato l'8 dicembre 2020.
4. ↑  Gazzetta Ufficiale del Regno d'Italia n.122 del 27 maggio 1936, pag.1754.